# ラクイラ
ラクイラ（イタリア語: L'Aquila ( 音声ファイル)）は、イタリア共和国中部にある都市で、その周辺地域を含む人口約6万9000人の基礎自治体（コムーネ）。アブルッツォ州の州都で、ラクイラ県の県都でもある。
ラクイラはアペニン山脈の盆地にできた標高714メートルの都市で、イタリアの州都としては最も高い位置にある。
また、ラクイラ大学など学問の街としても知られている。
2009年4月には、ラクイラ地震（イタリア中部地震）による大きな被害を受けた。同年7月、復興支援を取り付ける意味合いからラクイラで主要国首脳会議（サミット）が開催された。

## 地理

### 位置・広がり

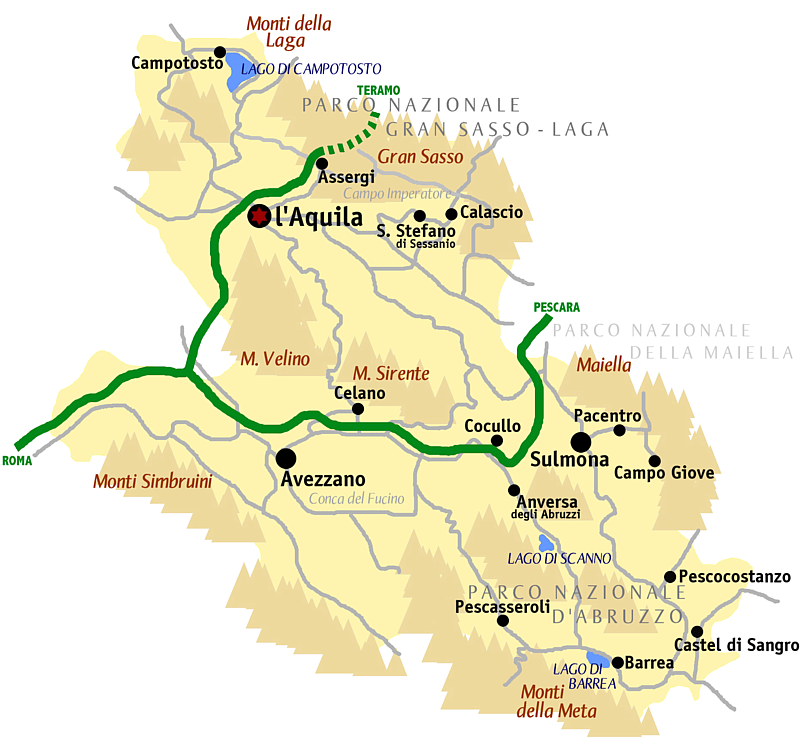
ラクイラ県概略図

ラクイラ県北部に位置する。

#### 隣接コムーネ
隣接するコムーネは以下の通り。括弧内のRIはリエーティ県（ラツィオ州）、TEはテーラモ県所属を示す。
- アントロドーコ (RI)
- バレーテ
- バリシャーノ
- ボルゴローゼ (RI)
- カニャーノ・アミテルノ
- カンポトスト
- カピティニャーノ
- クロニャレート (TE)
- ファーノ・アドリアーノ (TE)
- フォッサ
- イーゾラ・デル・グラン・サッソ・ディターリア (TE)
- ルーコリ
- マリアーノ・デ・マルシ
- オクレ
- ピエトラカメーラ (TE)
- ピッツォリ
- ロッカ・ディ・カンビオ
- ロッカ・ディ・メッツォ
- サント・ステーファノ・ディ・セッサーニオ
- スコッピート
- トルニンパルテ

- 市街空撮（2008年3月）
- 市街中心部空撮（2006年10月）

## 歴史
1254年に都市として創建され、当時の名はアクイラ（Aquila, ワシの意）といった。都市の勅許はシチリア王コッラード1世（皇帝コンラート4世）によって与えられた。1861年からアクイラ・デッリ・アブルッツィと称し、1939年から現在の名称となった。
市はこの土地にあった多くの村の連合によって創建された。地元の伝説では99の村が集まったという。それぞれの村は都市の中に自分の区画をもち、母胎となった村と結ばれていた。中世以来シチリア王国、後にはナポリ王国の支配を受ける自治都市であったが、短期間教皇領となったこともある。
シチリア王国中、パレルモに次いで2番目に勢力があり、経済的にも繁栄した都市であったが、16世紀に衰えた。

### 地震
ラクイラはイタリアの中でも地震の多い場所で、1703年に起きた地震が最も壊滅的なものだった。
この地震では3700人から10000人といわれる人が命を落とし、ラクイラに残る多くの歴史的建造物（コッレマッジョ大聖堂など）に大きな被害を出した。また、この地震により、市の中心部に位置するSanta Maria del Suffragio教会の建築がはじめられた。
2009年4月6日のラクイラ地震で大きな被害を受け308人の死者が出た。そこで、イタリア政府は国際的な被災地支援を狙い、同年7月に同国がホスト国となる主要国首脳会議の開催地を地中海の保養地ラ・マッダレーナから急遽ラクイラに変更した。
- 被災した政府庁舎（2009年5月5日撮影）
- 被災地を視察する米国オバマ大統領（2009年7月8日撮影）
- （2011年8月16日撮影）
- Piazza del Duomo（2011年8月16日撮影）

## 行政

### 分離集落
ラクイラの主な分離集落（フラツィオーネ）は以下の通り。
- Aragno, Arischia, Assergi, Bagno, Bazzano, Camarda, Cermone, Civitatomassa, Collebrincioni, Collefracido, Coppito, Fonte Cerreto, Monticchio, Onna, Palombara di Bagno, Paganica, Pescomaggiore, Pettino, Pianola, Preturo, Roio, Rocca Santo Stefano, San Gregorio, Sant'Elia, San Pietro della Ienca, San Vittorino, Sassa, Tempera,

## 観光
今日、ラクイラは観光地となっている。主な観光地は、ロマネスク様式のコッレマッジョ大聖堂（ここで教皇ケレスティヌス5世は戴冠し、また葬られた）やルネサンス様式のサン・ベルナルディーノ聖堂、中世に作られた99の水管を持つ99の噴水、16世紀に建てられたスペイン様式の城砦であるスペイン要塞などである。そしてラクイラの母胎となった数々の村が主要な観光資源である。

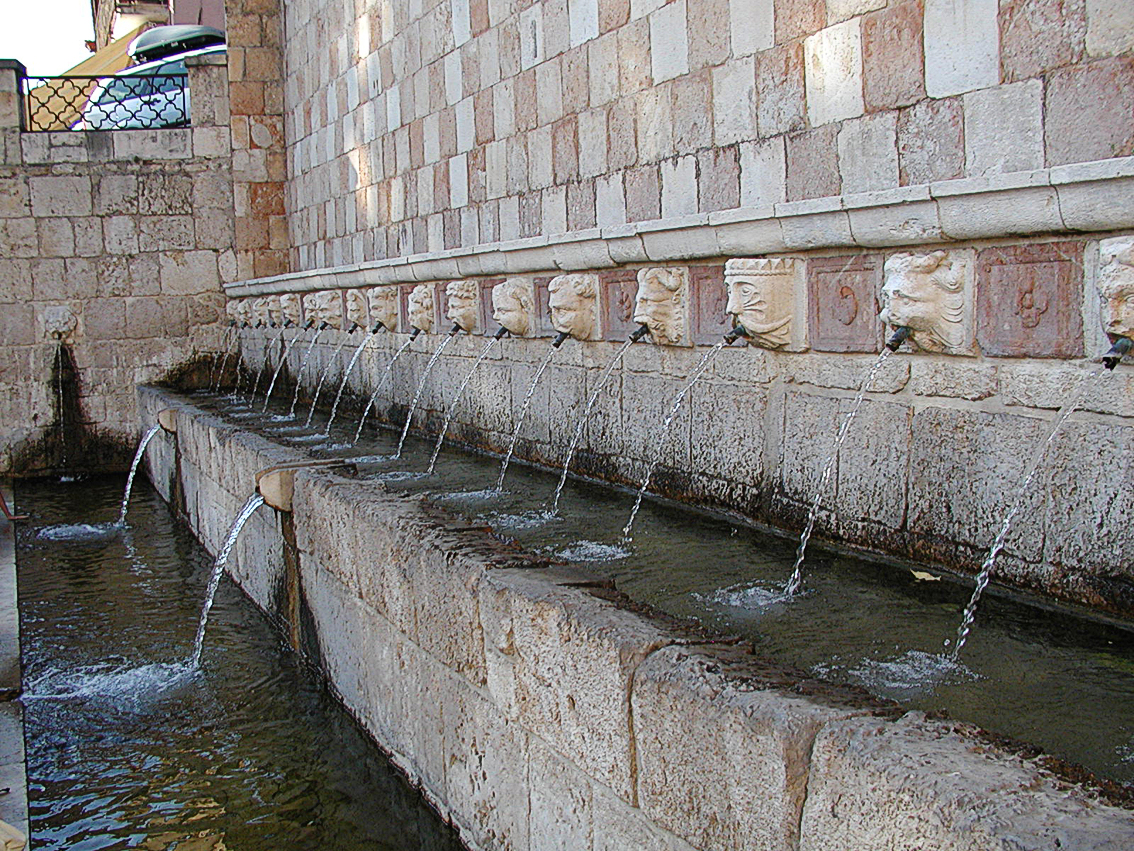
99の噴水

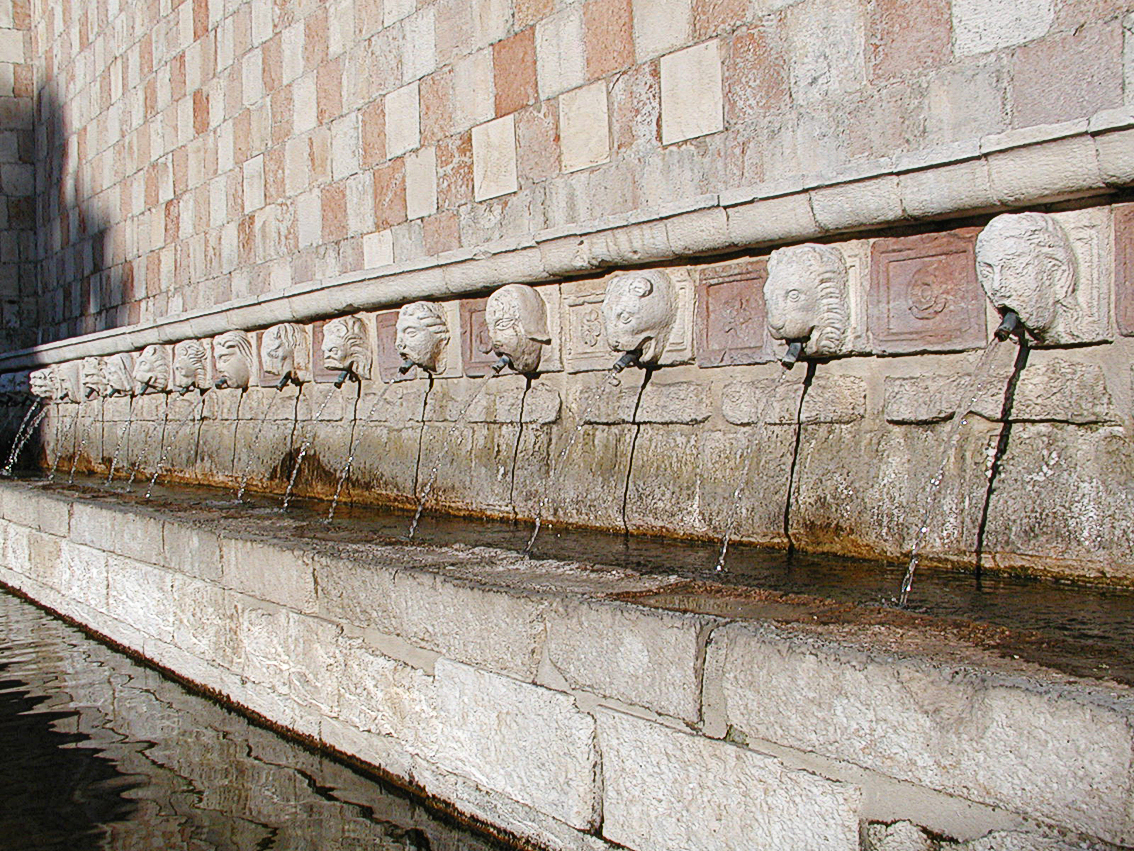
99の噴水

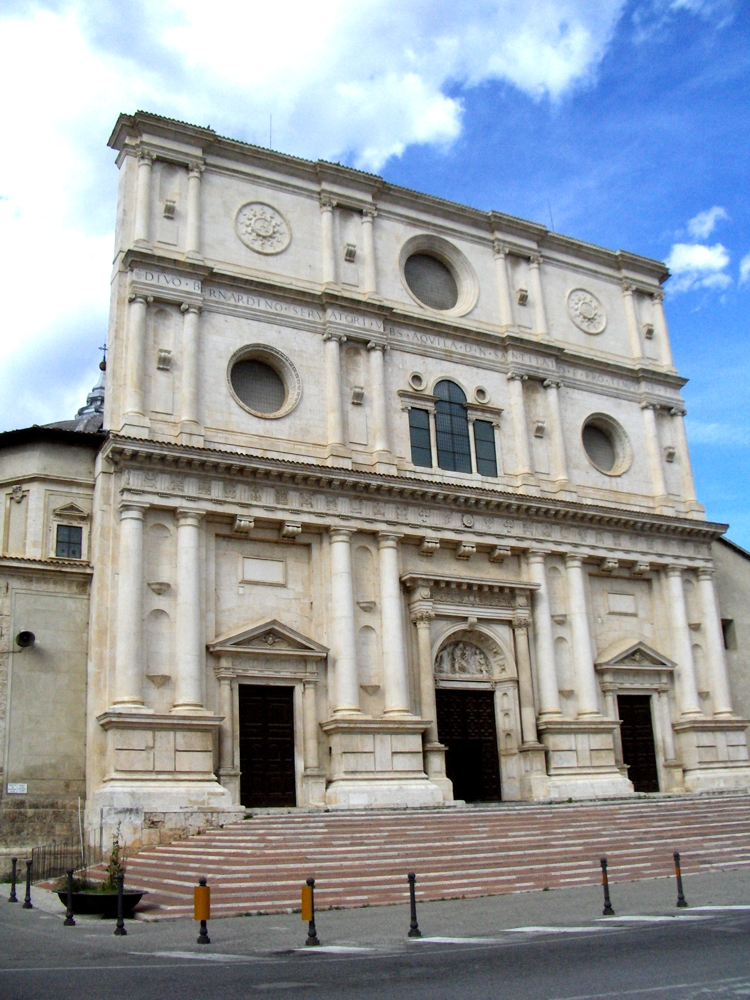
サン・ベルナルディーノ大聖堂

コッレマッジョ大聖堂

また、ラクイラ地震を受けて坂茂により建てられた紙管でできた音楽ホールなどがある。

## 文化

### 食文化
- キタッラ

### 言語
ラクイラでは、ラクイラ方言it:Dialetto_aquilanoが話されている。
話者は、ラクイラ周辺およびラツィオ州リエーティなどに約10万人いるとされる。

## 姉妹都市
- ロットヴァイル, ドイツ
- ヨーク (オンタリオ州), カナダ
- クエンカ, スペイン
- ホバート, オーストラリア
- ジェロナ・グラ, ポーランド
- ベルナルダ, イタリア
- ビストリツァ, ルーマニア
- バールベック, レバノン

## スポーツ
- ラクイラ・ラグビー - ラグビー国内リーグ・スーペル10に所属していたクラブチーム。過去に伊藤宏明が所属。

## 人物

### 著名な出身者
- ナッツァレーノ・デ・アンジェリス - オペラ歌手
- ブルーノ・ヴェスパ - ジャーナリスト、司会者